# 妙法寺川左岸公園
妙法寺川左岸公園（みょうほうじがわさがんこうえん）とは、兵庫県神戸市須磨区大池町に存在する都市公園である。地元の方々からは左岸公園とも呼ばれる。

## 概要
当園は、1900年に建設された西日本旅客鉄道鷹取工場の跡地に作られた公園である。
だが、西日本旅客鉄道鷹取工場は、1995年に発生した阪神淡路大震災によって甚大な被害を受け、一時期は、「再起不能」とされていたが、
懸命な復旧作業により見事営業を再開したが、震災の影響や、神戸市からの強い要望により2000年に閉鎖された。
その跡地が開発され、現在では、高層マンションや、小学校、公園などが立ち並んでいる。
当園の東には同じく跡地を再開発してできたJR西日本神戸総合グラウンドが存在する。

## 鉄道関係の展示物や遊具
当園は、上記でも紹介したとおり鉄道工場の跡地ということもあり、鉄道のレールや車輪などが展示されている。
それ以外にも、駅名風に記載された看板や、汽車のかたちをした遊具など、子供も楽しめる遊具もあり、鉄道ファン以外にも楽しめる施設となっている。
なお、春には桜が多く開花することから花見の名所にもなっている。

## アクセス
- 山陽本線（JR神戸線）鷹取駅から徒歩約4分。
- 山陽電気鉄道東須磨駅から徒歩約10分。
- 神戸市バス鷹取駅バス停徒歩約4分。
- それ以外にも当園には駐車場が存在する。

30分100円（一日上限500円）

## 参照
https://shogaisha-techo.com/archives/78800/障害者手帳で行こう!～全国版～
https://iko-yo.net/facilities/149913いこーよ